# Pierluigi Giombini
Pierluigi Giombini, in arte anche John Bini (Roma, 11 dicembre 1956), è un musicista e compositore italiano.
È uno dei principali artefici della musica italo disco di successo negli anni ottanta.

## Biografia
Figlio d'arte suo padre Marcello Giombini era un compositore e il nonno professore d'oboe. Ha studiato pianoforte e composizione al conservatorio.
In particolare ha scritto e prodotto la musica di alcune hit parade celebri come I Like Chopin, Masterpiece, Lunatic di Gazebo e Dolce vita di Ryan Paris affidando la scrittura dei testi al cantante Paul Mazzolini (Gazebo) fino al 1984.
Dal 1999 ha scritto e prodotto la musica per il progetto dance "WEB" che, in particolare con il brano Lovin' Times, ha riscontrato successo in vari paesi nel mondo.

## Discografia

### Singoli prodotti
- 1982: Masterpiece - Gazebo
- 1982: You Are a Danger - Gary Low
- 1983: I Like Chopin - Gazebo
- 1983: Lunatic - Gazebo
- 1983: AM-FM - Natasha King
- 1983: Dolce vita - Ryan Paris
- 1994: Gotta Dance With The Music - Echo Bass
- 1999: Lovin' Times - WEB
- 2000: Like An Angel - WEB
- 2001: Radio Heaven - WEB
- 2001: Mornings - WEB
- 2003: The Love Of Yesterday - WEB
- 2006: In Your eyes - WEB
- 2006: Love Sensation - D-Light